# Diari d'un rebel
 Diari d'un rebel (Basketball Diaries) és una pel·lícula estatunidenca dirigida per Scott Kalvert estrenada el 1995, segons la novel·la de Jim Carroll. Ha estat doblada al català

## Argument
Units per una sòlida amistat i una passió comuna pel bàsquet, l'escriptor Jim Caroll (Leonardo DiCaprio) i els seus amics arriben a l'edat de les primeres confrontacions a les difícils realitats de la vida. Jim manté el seu diari íntim, però ni l'escriptura, ni l'esport no li impedeixen enganxar-se a la droga. Fora de l'escola, a la porta de casa seva, comença el seu llarg descens als inferns.

## Repartiment
- Leonardo DiCaprio: Jim Carroll
- Lorraine Bracco: mare de Jim
- Marilyn Sokol: Chanting Woman
- James Madio: Pedro
- Patrick McGaw: Neutron
- Mark Wahlberg: Mickey
- Roy Cooper: Father McNulty
- Bruno Kirby: Swifty
- Nick Gaetani: Referee
- Alexander Chaplin: Bobo
- Ben Jorgensen: Tommy
- Josh Mostel: Counterman
- Juliette Lewis: Diane Moody
- Michael Imperioli: Bobby
- Brittany Daniel: Blinkie